# Annelie Pompe
Annelie Pompe (Gotemburgo, Suecia, 25 de febrero de 1981) es una aventurera y atleta de Gotemburgo, Suecia. Creció cerca del mar y siempre se ha sentido en casa en el océano, lo que considera importante para su interés en el buceo libre. Es una aventurera profesional, oradora motivacional, fotógrafa (principalmente submarina), instructora de buceo libre, instructora de yoga, escritora, entrenadora personal, piloto de helicóptero y entrenadora. También ha escrito un libro sobre sus aventuras.

## Buceo Libre
A pesar de considerarse una nadadora mediocre, Annelie Pompe es conocida por sus logros en el buceo libre competitivo. Pompe comenzó su trayectoria en el buceo libre después de obtener su certificación de buceo con escafandra. En pocos años, se dio cuenta de que le gustaba sumergirse en el agua sin equipo. El 5 de octubre de 2010, rompió el récord mundial en buceo libre de peso variable, con una inmersión de 126 metros. También obtuvo una medalla de plata individual y una medalla de plata por equipos en los campeonatos mundiales de AIDA. Además, ostenta el récord sueco de buceo libre más profundo sin usar aletas, alcanzando los 72 metros bajo la superficie.

## Montañismo
Pompe ha practicado escalada deportiva desde que tenía 13 años. En mayo de 2011, escaló el Monte Everest como la primera mujer sueca en llegar a la cumbre desde el lado norte. A pesar de haber promocionado su intento como una escalada sin oxígeno, terminó usando oxígeno embotellado para alcanzar la cumbre.
Ha escalado las siete Siete Cumbres (incluyendo Puncak Jaya, y la última Mount Vinson en enero de 2016).